# Маленькая Австралия

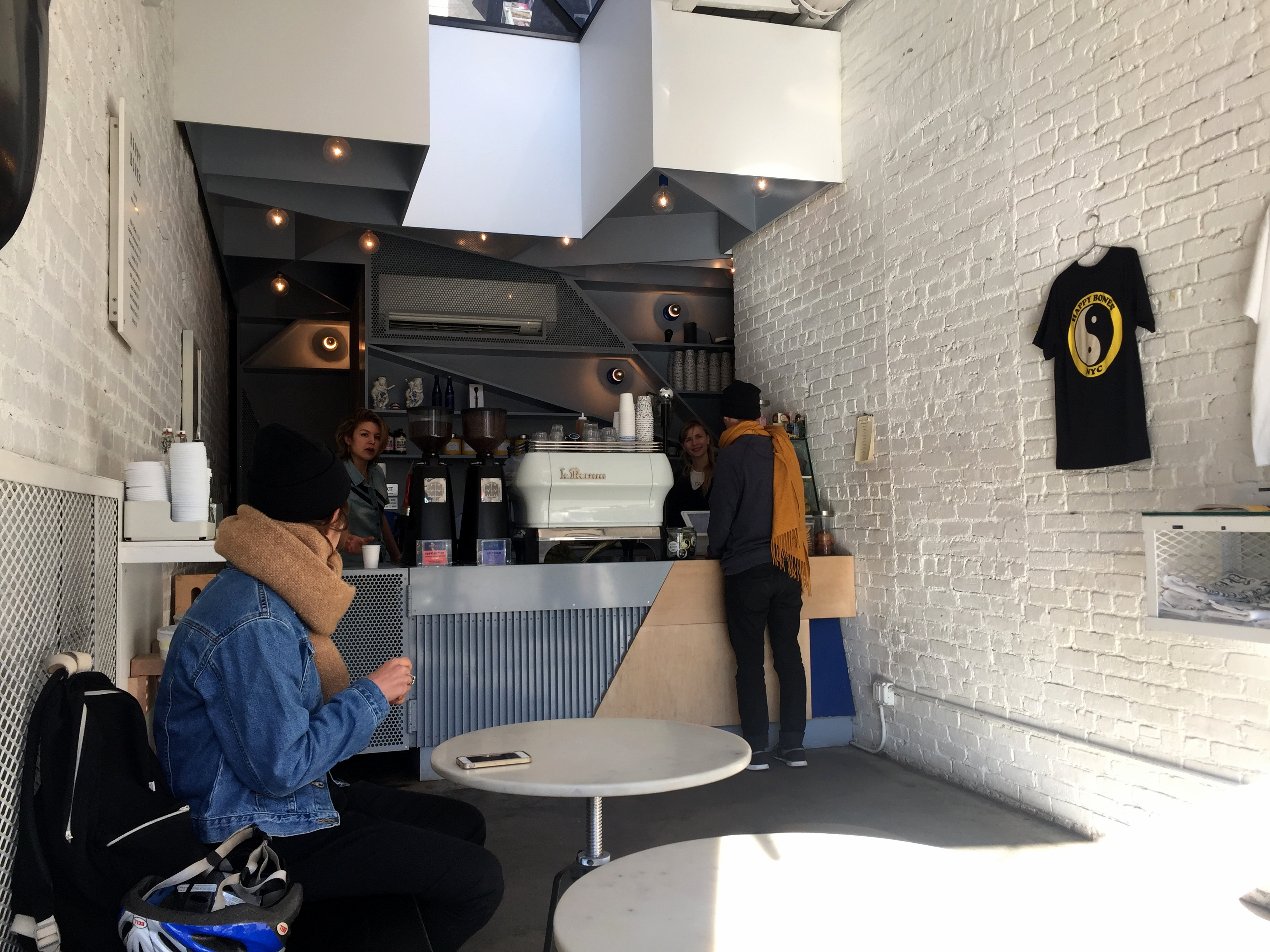
Интерьер кафе Happy Bones на Брум-стрит

Маленькая Австралия — молодой нейборхуд в Нижнем Манхэттене, Нью-Йорк, США, в котором заметную долю жителей составляют австралийцы.
Нейборхуд возник в начале XXI века в кварталах на стыке нейборхудов Нолита и Маленькая Италия — на Малберри-стрит.
Так, в 2003 году на Малберри-стрит открылось кафе Ruby’s Café, которое стало популярным местом встречи новоприбывших австралийцев. В 2012-2015 годах Маленькая Австралия охватывала уже 6 кварталов; здесь насчитывалось 10 предприятий, которыми владели австралийцы. В 2011 году в Нью-Йорке проживало уже около 20 000 австралийцев, что почти в четыре раза больше, чем в 2005 году (5 537 человек).
В нейборхуде развита австралийская и новозеландская культура потребления кофе, которая поддерживается такими заведениями, как вышеупомянутое Ruby’s Café, а также Bluestone Lane, Bowery Cafe, T2, Charley St, Cafe Grumpy, Egg Shop, Musket Room и Happy Bones. Некоторые австралийские кафе, например, Two Hands, вовсе расположены непосредственно в соседней Маленькой Италии.

В Маленькой Австралии кафе, которыми владеют австралийцы, появляются повсюду (например, Two Hands), присоединяясь к другим австралийским предприятиям (таким как ночные клубы и художественные галереи) как часть растущей зелёно-золотой группировки в Нью-Йорке.
В самом деле, гуляя по этому району, вероятность того, что вы услышите, как австралийский собрат заказывает себе кофе или просто расслабленно болтает, высока — очень высока — настолько, что если вы хотите познакомиться с другими австралийцами, откусывая свой собственный кусок от Большого яблока, то это именно то место, чтобы поразбрасываться этим австралийским акцентом, будто он выходит из моды!
Оригинальный текст (англ.)In Little Australia, Australian-owned cafes are popping up all over the place (such as Two Hands), joining other Australian-owned businesses (such as nightclubs and art galleries) as part of a growing green and gold contingent in NYC.

Indeed, walking in this neighbourhood, the odds of your hearing a fellow Aussie ordering a coffee or just kicking back and chatting are high – very high – so much so that if you’re keen to meet other Aussies whilst taking your own bite out of the Big Apple, then this is the place to throw that Australian accent around like it’s going out of fashion!

1. 
2. 
3. 
4. 
5. 
6. 
7. 
8. 
9. 
10. 
11. 
12. 